# Zu Audio
Zu Audio là một nhà sản xuất loa audiophile và cáp được thành lập và có trụ sở tại tại Ogden, Utah.